# Nereidania opalina
Nereidania opalina là một loài bướm đêm trong họ Geometridae.